# Joseph Leonz Andermatt (General)
Joseph Leonz Andermatt (* 5. Mai 1740 in Baar, Schweiz; † 2. November 1817 ebenda) war ein Schweizer Militär und Politiker. 1801 wurde Andermatt zum General der Helvetischen Republik ernannt.

## Leben
Joseph Andermatt stammt aus einer Familie der Zuger Aristokratie. 1758 trat er in den französischen Solddienst und stieg nach der Teilnahme am Siebenjährigen Krieg und einer fünfjährigen Dienstzeit in Spanien 1769 in den Rang eines Hauptmanns auf. 1790 schlug das Regiment Andermatts in Nancy einen Aufstand nieder, wofür er zum Ritter des Heiligen-Ludwigs-Ordens geschlagen wurde. Nach dem Sturm auf die Tuilerien 1792 kehrte er nach Zug zurück und trat im darauf folgenden Jahr im Rang eines Oberstleutnants in den Dienst Sardinien-Piemonts. Während des Ersten Koalitionskrieges stieg er 1796 zum Obersten auf, weigerte sich aber für Frankreich gegen Österreich zu kämpfen, weshalb er im Frühjahr 1798 wieder nach Zug zurückkehrte. Dort führte er zuerst die kantonale Miliz gegen die Franzosen, wechselte aber bald ins Lager der Revolutionäre. 1799 kämpfte er als Brigadier der Helvetischen Legion im Zweiten Koalitionskrieg.
1801 wechselte Andermatt vom Militär in die Verwaltung und wurde Kommissär der Helvetischen Republik im Kanton Rätien. Im Oktober 1801 beteiligte er sich am föderalistischen Staatsstreich und wurde nach dessen Erfolg zum General der Helvetischen Republik und zum Senator des Kantons Zug ernannt. 1802 wechselte Andermatt aber wieder ins politische Lager der Unitarier und unterstützte den unitarischen Gegenputsch im April 1802. Im Auftrag der unitarischen Regierung führte Andermatt im Sommer/Herbst 1802 die helvetischen Truppen gegen die aufständischen Kantone der Innerschweiz und gegen Zürich. Seine zögerliche Strategie gilt als mitverantwortlich für den Ausbruch des Stecklikrieges.
Nach der Intervention Napoleons vertrat Andermatt den Kanton Zug in der Helvetischen Konsulta in Paris, bekleidete aber nach seiner Rückkehr keine öffentlichen Ämter mehr.